# Sydbantoida språk
I klassificeringen av Afrikas språk räknas sydbantoida språk som en av de två grenar som utgör grupperingen bantoida språk inom Niger-Kongospråken. Sydbantoida språk, som delvis utgörs av den stora gruppen bantuspråk, består enligt Ethnologue av totalt 643 språk. 
Grupperingen sydbantoida språk infördes första gången i Williamson 1989, baserat på arbete som presenterats i Blench (1987), i ett förslag som indelade bantoida språk i nordliga och sydliga. 
Enligt Williamson och Blench (2000:34–5) indelas sydbantoida språk i bantuspråk och jarawanspråk, tivoida språk, beboida språk och Wide Grassfields-Ekoid-Mbe-Nyang-språk.